# Jerome Thomas
Jerome William Thomas (Wembley, 23 marzo 1983) è un ex calciatore inglese, di ruolo attaccante.

## Carriera

### Club
Thomas ha giocato nelle giovanili del Luton Town, finché non ha firmato per l'Arsenal nel 2001, a diciotto anni. Nonostante le vittorie nelle competizioni giovanili, ha trovato difficoltà per riuscire ad inserirsi in prima squadra, chiuso dalle ottime prestazioni di Robert Pirès e Fredrik Ljungberg. È stato quindi mandato in prestito ai Queens Park Rangers, in due distinte occasioni, entrambe nel 2002. Ha giocato delle belle partite, con il QPR, e ha realizzato anche un paio di reti con tiri dalla lunga distanza. La sua ultima apparizione è stata il 29 ottobre 2002, nel pareggio contro il Wigan Athletic. Al ritorno ad Highbury, è stato utilizzato molto poco: ha raccolto, infatti, solo tre presenze in Coppa di Lega. Dopo l'acquisto da parte dei Gunners di José Antonio Reyes, lo spazio per Thomas si è ridotto ulteriormente. È stato quindi ceduto.
Thomas ha così firmato un contratto della durata di due anni e mezzo con il Charlton Athletic, il 2 febbraio 2004, in cambio di centomila sterline. Ha debuttato il 1º maggio, in un pareggio casalingo contro il Leicester City, nella partita che fece retrocedere il Leicester. Si è inserito rapidamente in squadra, collezionando cinquantanove apparizioni e quattro reti nelle successive due stagioni. La sua prima rete è arrivata nella vittoria in trasferta sul Tottenham Hotspur, per 3 a 2. In seguito a queste buone prestazioni, ha accettato un contratto triennale offertogli dalla società il 18 agosto 2006, nonostante avesse saltato le prime partite del campionato a causa di un infortunio. Dopo essersi ripreso, è tornato uno dei calciatori più utilizzati del Charlton, giocando quasi sessanta partite in due stagioni. Successivamente alla retrocessione del Charlton, le sue prestazioni hanno attirato l'interesse del manager del Portsmouth, Harry Redknapp,  a gennaio 2008. L'allenatore dei Pompey, però, è stato piuttosto dubbioso per un suo arrivo in prestito, in quanto Alan Pardew preferiva un acquisto definitivo.
Thomas è arrivato al Portsmouth il 15 agosto 2008, in prestito per un anno, nonostante avesse giocato le prime due gare di campionato del Charlton. Ha scelto la maglia numero 11, prima in possesso di Sulley Muntari. Ha debuttato il 17 agosto, nella sconfitta per 4 a 0 contro il Chelsea. Il trasferimento di Thomas è diventato definitivo il 21 agosto 2008, quando ha firmato un contratto annuale col Portsmouth, nonostante la brevissima durata del prestito. Si è svincolato dal West Bromwich al termine del campionato 2012-2013.. L'8 agosto 2013 ha firmato con il neopromosso Crystal Palace. Il 10 giugno 2015 il club londinese annuncia che non rinnoverà il contratto in scadenza dell'attaccante, lasciandolo così svincolato.

### Nazionale
Ha giocato nelle nazionali giovanili inglesi Under-17, Under-19, Under-20 ed Under-21.

## Palmarès

### Club

#### Competizioni nazionali
- Campionato inglese: 1

Arsenal: 2003-2004
- Coppa d'Inghilterra: 1

Arsenal: 2002-2003
- Community Shield: 1

Arsenal: 2002

#### Competizioni giovanili
- FA Youth Cup: 2

Arsenal: 1999-2000, 2000-2001